# Megan Gallagher
Megan Gallagher (ur. 6 lutego 1960 w Reading w stanie Pensylwania) – amerykańska aktorka. Znana między innymi z serialu Millenium. Jest żoną Jeffa Yaghera.

## Filmografia
- Posterunek przy Hill Street (Hill Street Blues, 1981–1987) jako oficer Tina Russo (1986–1987)
- Sins of the Past (1984) jako Ellen Easton
- The Slap Maxwell Story (1987–1988) jako Judy Ralston
- Szampański Charlie (Champagne Charlie, 1989) jako Pauline
- Ambulans (The Ambulance, 1990) jako Sandra Malloy
- Uwolnić się (Breaking Free, 1995) jako Annie Sobel
- Zabójcza intryga (Trade Off, 1995) jako Karen Hughes
- Ripple  (1995)
- Bez przeszłości (Nowhere Man, 1995–1996) jako Alyson Veil (4 odcinki)
- Ojcowskie prawo (Abducted: A Father's Love, 1996) jako Veronica
- Cięcie (Crosscut, 1996) jako Anna Hennesey
- Millennium (1996–1999) jako Catherine Black
- Świąteczny bunt (1998) jako Elyse Madison
- Więzy śmierci (Lethal Vows, 1999) jako Lorraine Farris
- Wirus (Contagion, 2001) jako dr Diane Landis
- Blind Obsession (2001) jako Rebecca Rose
- Wieczny student (Van Wilder, 2002) jako Holyoke Hottie
- Pamiętna wizyta (A Time to Remember, 2003) jako Valetta Proctor
- 1st to Die (2003) jako Jill Barnhart
- Zamieszkały (Inhabited, 2003) jako Meg Russell
- The Best Friends (2005) jako Beth
- Mr. & Mrs. Smith (2005) jako Kobieta z lat czterdziestych